# ميشيل كافاندو
ميشيل كافاندو (بالفرنسية: Michel Kafando)‏ (من مواليد 18 أغسطس 1942) هو رئيس انتقالي في بوركينا فاسو، في منصبه منذ عام 2014. وكان الممثل الدائم (السفير) بوركينا فاسو لدى الأمم المتحدة 1998 - 2011. في وقت سابق انه خدم في الحكومة وزيرا للشؤون الخارجية من 1982 إلى 1983.
بعد استقالة الرئيس بليز كومباوري وسط احتجاجات حاشدة في 31 أكتوبر عام 2014، اختير كافاندو للعمل رئيسا خلال الفترة الانتقالية لمدة عام مما أدى إلى الانتخابات المقبلة. أدى اليمين الدستورية في يوم 18 نوفمبر 2014 وبقي في المنصب حتى يوم 16 سبتمبر 2015 عندما حاصره الحرس الرئاسي أثناء اجتماع له مع قادة الحكومة الانتقالية وتم اعتقاله وأعلن رئيس الحرس نفسه رئيسا للبلاد.